# Мандельштам, Анатолий Максимилианович
Анатолий Максимилианович Мандельштам (11 августа 1920, Воронеж — 8 сентября 1983) — советский историк-востоковед, археолог, доктор исторических наук.

## Биография
Родился 11 августа 1920 года в Воронеже, в семье Максимилиана Эмильевича Мандельштама (1896—1942), гистолога и патологоанатома, впоследствии доктора медицинских наук, профессора Государственного ленинградского педиатрического медицинского института.
В 1941 году окончил исторический факультет Ленинградского государственного университета. После окончания и начала блокады Ленинграда работал в эвакуации в Национальном музее Таджикистана. В 1942—1946 гг. служил в армии.
После демобилизации поступил в аспирантуру в Ленинградского отделения Института истории материальной культуры АН СССР. Научным руководителем был востоковед Александр Якубовский. После окончания аспирантуры, в 1951—1956 гг. работал в Институте  истории, археологии и этнографии имени А. Дониша Академии наук Таджикской ССР. Обследовал область Каратегин по реке Сурхоб, верховья реки Зеравшан и долину реки Сырдарья. Кандидатскую диссертацию посвятил сложению таджикской народности в среднеазиатском междуречье (Мавераннахре).
С 1956 года работал в Ленинградском отделении Института истории материальной культуры АН СССР. Принимал участие в работе Таджикской археологической экспедиции (ТАЭ), организованной Ленинградским отделением Института истории материальной культуры АН СССР, Институтом  истории, археологии и этнографии имени А. Дониша Академии наук Таджикской ССР и Государственным Эрмитажем. Был участником Кафирниганского отряда Таджикской археологической экспедиции, вёл раскопки городищ. Открыл курганные могильники в Бишкентской долине. Открыл бишкентскую культуру эпохи бронзы.
В 1957 году издал книгу «Материалы к историко-географическому обзору Памира и припамирских областей с древнейших времен до X в. н. э.».
Учёный открыл могильники кушанского времени (II—I вв. до н. э.) в Северной Бактрии. По мнению Анатолия Мандельштама их оставили племена юэчжей.
Мандельштам опубликовал монографии «Кочевники на пути в Индию» (1966), «Памятники эпохи бронзы в Южном Таджикистане» (1968), «Памятники кочевников кушанского времени в Северной Бактрии» (1975).
В 1973 году защитил докторскую диссертацию по теме «История скотоводческих племен и ранних кочевников на юге Средней Азии».
Мандельштам занялся изучением могильников древних скотоводов Тывы. Произвёл масштабные по числу раскопанных курганов археологические работы. Открыл могильник афанасьевской культуры у горы Хайыракан, могильник окуневской культуры у горы Бош-Даг на Аймырлыге, сотни курганов скифского времени на Аймырлыге, стройплощадке Чаа-Холя, на Малиновской оросительной системе и другие. Раскапывал курганы хунну у горы Бай-Даг (Шагонар) и на могильном поле Аймырлыг, могильники монгун-тайгинского типа, погребения гуннов кокэльского типа, захоронения древних тюрок. Открыл могильник окуневской культуры на левом берегу реки Чаа-Холь (пункт Аймырлыг XIII). Результаты раскопок не были опубликованы.
В 1992 году была опубликована статья «». Признавая, в общих чертах, периодизацию Леонида Кызласова, Мандельштам предложил расширить временные рамки уюкской культуры (VIII—II вв. до н. э.) и разделить её на три этапа: начальный (аржанский; период формирования культуры), ранний и поздний.

## Семья
- Братья отца — доктора медицинских наук Мориц Эмильевич (Хацкелевич) Мандельштам (1892—1957), учёный в области кардиологии, заведующий кафедрами пропедевтики и госпитальной терапии Ленинградского педиатрического медицинского института; Александр Эмильевич Мандельштам (1894—1982), гинеколог, заслуженный деятель науки и техники РСФСР.
- Двоюродный брат — Сергей Морицевич Мандельштам (1935—?), математик, учёный в области информатики и метрологии, доктор технических наук.

## Публикации
- Материалы к историко-географическому обзору Памира и припамирских областей с древнейших времен до X в. н. э.. — Сталинабад: Изд-во Акад. наук Таджик. ССР, 1957. — 181 с. — (Труды Института истории, археологии и этнографии Академии наук Таджикской ССР; Т. 53).
- Труды Таджикской археологической экспедиции Института истории материальной культуры АН СССР, Института истории, археологии и этнографии АН Таджикской ССР и Государственного Эрмитажа / А. М. Мандельштам ; Под общ. ред. А. Ю. Якубовского. — М., Л.: Наука, 1966. — Т. 5: Кочевники на пути в Индию. — 232 с. — (Материалы и исследования по археологии СССР/ АН СССР. Ин-т истории материальной культуры).
- Труды Таджикской археологической экспедиции Института истории материальной культуры АН СССР, Института истории, археологии и этнографии АН Таджикской ССР и Государственного Эрмитажа / А. М. Мандельштам ; Под общ. ред. А. Ю. Якубовского. — Л.: Наука. Ленингр. отд-ние, 1968. — Т. 6: Памятники эпохи бронзы в Южном Таджикистане. — 184 с. — (Материалы и исследования по археологии СССР/ АН СССР. Ин-т истории материальной культуры).
- Труды Таджикской археологической экспедиции Института истории материальной культуры АН СССР, Института истории, археологии и этнографии АН Таджикской ССР и Государственного Эрмитажа / А. М. Мандельштам ; Под общ. ред. А. Ю. Якубовского. — Л.: Наука. Ленингр. отд-ние, 1975. — Т. 7: Памятники кочевников кушанского времени в Северной Бактрии. — 211 с. — (Материалы и исследования по археологии СССР/ АН СССР. Ин-т истории материальной культуры).
- Исследования на могильном поле Аймырлыг (Некоторые итоги и перспективы) // Древние культуры евразийских степей : По материалам археол. работ на новостройках. Сб. ст. / АН СССР, Ин-т археологии; [Отв. ред. В. М. Массон]. — Л.: Наука : Ленингр. отд-ние, 1983. — С. 25-33. — 113 с.